# Republik Kalifornien
Die Republik Kalifornien (spanisch República de California und englisch California Republic) war ein Staat, der am 14. Juni 1846 in Sonoma von US-amerikanischen Siedlern während des Mexikanisch-Amerikanischen Krieges gegründet und am 9. Juli desselben Jahres von den Vereinigten Staaten annektiert wurde. Hauptstadt der Republik war damals Sonoma.

## Die Bear-Flag-Revolte
Bereits vor Ausbruch des Mexikanisch-Amerikanischen Krieges revoltierte eine Gruppe US-amerikanischer Siedler gegen die Zentralisationspolitik des mexikanischen Staatschefs Antonio López de Santa Anna. Diese Art der Politik resultierte aus dem Texanischen Unabhängigkeitskrieg, der im April 1836 endete. Als ein Krieg zwischen den Vereinigten Staaten und Mexiko immer wahrscheinlicher wurde, organisierte der US-amerikanische Entdecker und Politiker John Charles Frémont einen Aufstand unter den anglo-amerikanischen Siedlern der Region. Auch die hispanischen Kalifornier erhoben sich gegen Mexiko, doch noch während ihre Junta von Monterey zwischen Unabhängigkeit und Anschluss an die USA schwankte, riefen 33 US-amerikanische Siedler am 14. Juni 1846 die Republik Kalifornien aus. Ihre kalifornische Flagge wurde erstmals auf dem Sonoma Plaza in Sonoma gehisst. Die Flagge zeigte einen Stern und einen Bären als Symbole der neuen Republik. Daher trägt der Aufstand den Namen Bear-Flag-Revolte.
Am Tag der Gründung eroberten die Aufständischen die Kommandantur von Nordkalifornien, die bis dahin General Mariano Guadelupe Vallejo innehatte. Erstes und einziges Staatsoberhaupt der Republik Kalifornien wurde an der Spitze von etwa 30 Siedlern Kommandant William Brown Ide, dessen Amtszeit lediglich 25 Tage dauerte. Am 24. Juni 1846 kam es schließlich zur Schlacht von Olómpali im heutigen Marin County, als 55 mexikanische Soldaten unter dem Kommando von General José Castro von den Soldaten der Republik Kalifornien besiegt wurden.
Von den Aufständischen unbemerkt, wurde der Mexikanisch-Amerikanische Krieg am 13. Mai 1846 begonnen. Die Nachricht erreichte die Republik jedoch erst Anfang Juli, als die Fregatte Savannah und die beiden Sloops Cyane und Levant der United States Navy Monterey eroberten. Nach der Schlacht um Monterey gab John Charles Frémont seine Idee einer eigenen Republik auf; die Bear-Flag wurde durch die Flagge der Vereinigten Staaten ersetzt.

## Die Bear-Flag
Die damalige Bear-Flag war die Grundlage für die heutige Flagge Kaliforniens. Sie wurde von William L. Todd, einem Cousin der Ehefrau Abraham Lincolns, Mary Lincoln, entworfen und gefertigt. Der Stern war dem auf der Flagge des ersten Aufstandes gegen die mexikanische Herrschaft (1836 unter Juan Alvarado and Isaac Graham) entlehnt. Damals führten die Aufständischen eine weiße Flagge mit rotem Stern – California Lone Star genannt (nicht zu verwechseln mit dem texanischen Lone-Star). Der Grizzlybär symbolisiert Stärke. Zwar scheint der Bär auf der Flagge zu stehen, doch es war Todds Absicht, einen laufenden Bären abzubilden. Dieser laufende Bär ist auf der heutigen kalifornischen Flagge zu finden. Die originale Bear Flag wurde beim Erdbeben von San Francisco 1906 durch eines der zahlreichen Feuer zerstört.

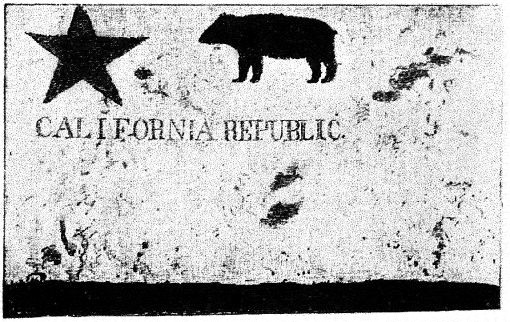
Fotografie der originalen Bear Flag aus dem Jahr 1890. Die Fahne wurde 1906 zerstört
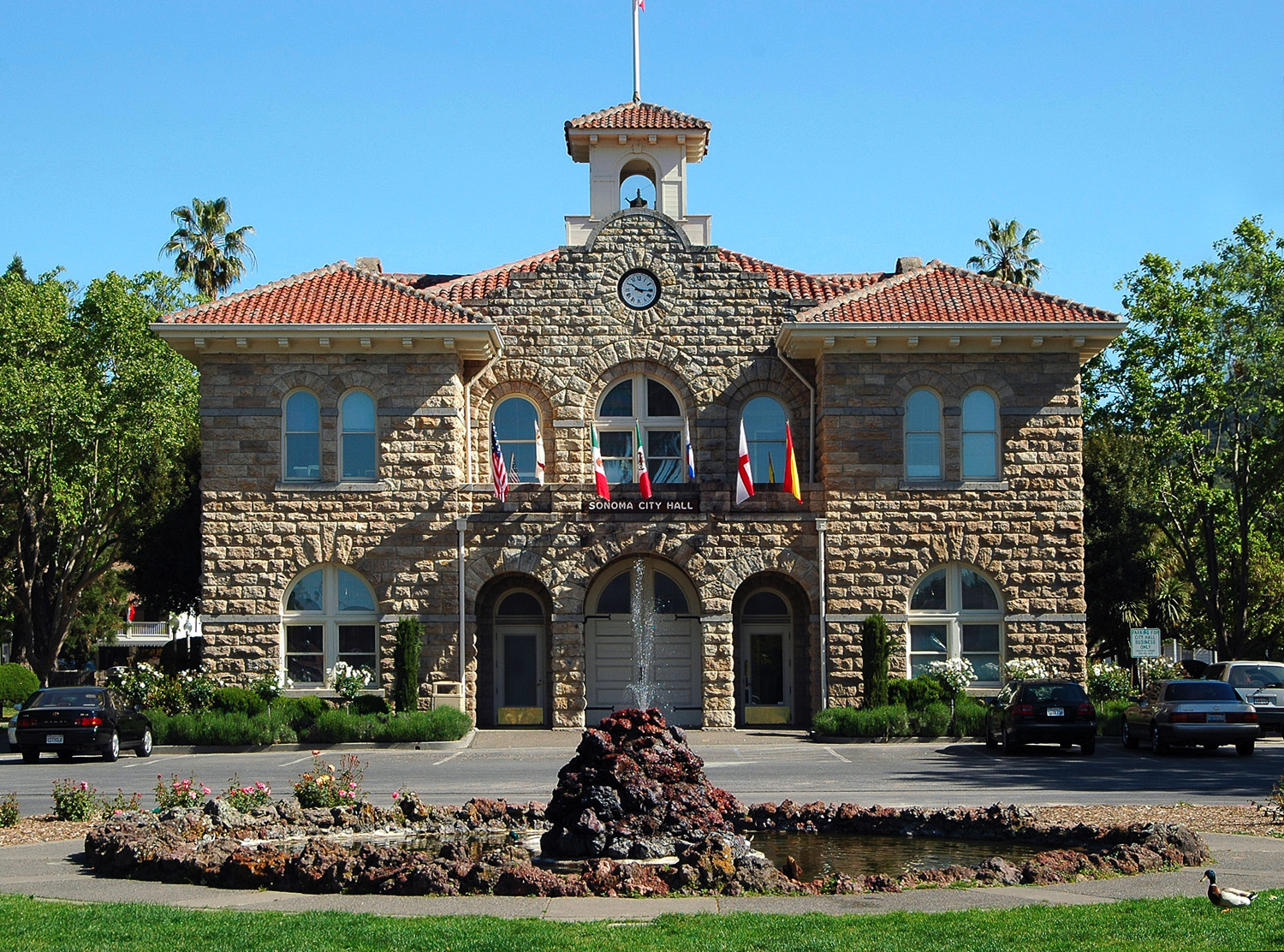
Sonoma Plaza (hier: das Rathaus von Sonoma), Ort des ersten Hissens der Bear Flag
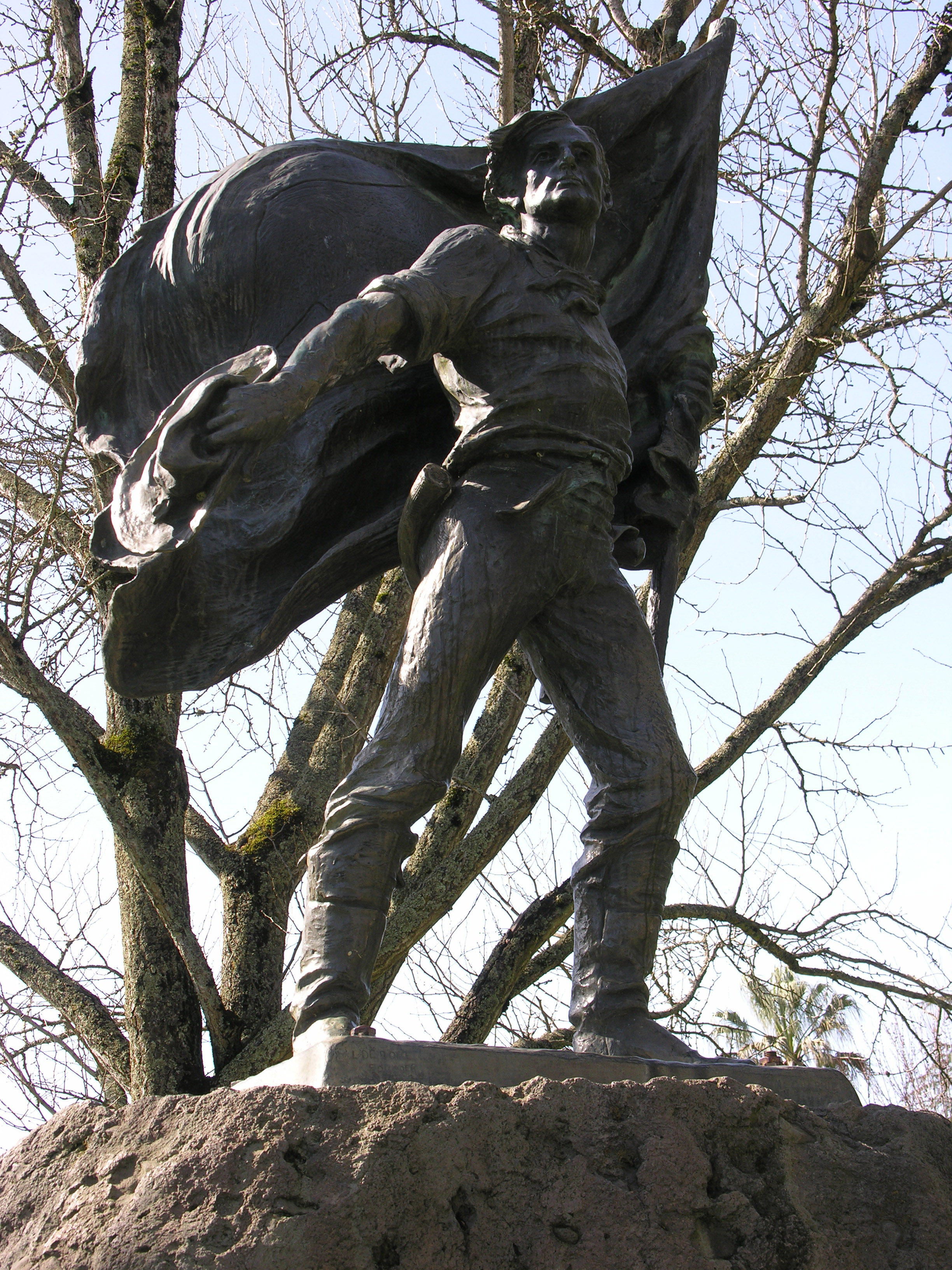
Bear Flag-Denkmal auf der Sonoma Plaza in Sonoma